# Felipe Kitadai
Felipe Kitadai (São Paulo, 28 juli 1989) is een Braziliaans judoka die zijn vaderland vertegenwoordigde bij de Olympische Spelen van 2012 in Londen. Daar won hij op zaterdag 28 juli 2012 – op zijn 23ste verjaardag – de bronzen in de klasse tot 60 kilogram, net als de Oezbeek Rishod Sobirov. In de herkansingen was Kitadai te sterk voor de Italiaan Elio Verde. Vier jaar later in Rio de Janeiro verloor Kitadai zelf in de herkansingen van Diyorbek Oerozbojev uit Oezbekistan.

## Erelijst

### Olympische Spelen
- 2012 – Londen, Verenigd Koninkrijk (– 60 kg)

### Wereldkampioenschappen
- 2010 – Tokio, Japan (– 60 kg)

### Pan-Amerikaanse Spelen
- 2011 – Guadalajara, Mexico (– 60 kg)
- 2015 – Mississauga, Canada (– 60 kg)

### Pan-Amerikaanse kampioenschappen
- 2010 – San Salvador, El Salvador (– 60 kg)
- 2011 – Guadalajara, Mexico (– 60 kg)
- 2012 – Montreal, Canada (– 60 kg)
- 2013 – San José, Costa Rica (– 60 kg)
- 2014 – Guayaquil, Ecuador (– 60 kg)
- 2015 – Edmonton, Canada (– 60 kg)
- 2016 – Havana, Cuba (– 60 kg)